# Carl Gustaf Engström (politiker)
Carl Gustaf Engström, född 30 september 1838 i Göteborg, död 30 maj 1895 i Hyssna, var en svensk godsägare och riksdagsman. 
Engström var verksam som garverifabrikör i Hyssna där han från 1869 var ägare till Sandvad (Hyssnabacka Öster- och Västergården).  Han var ledamot av riksdagens andra kammare 1894, invald i Marks härads valkrets. Han var landstingsman i Älvsborgs län 1886-1894.